# Puukko
Il puukko (/ˈpuːkːo/) è un tipo di coltello tradizionale finlandese nato per la caccia e l'intaglio. Ha lama solida a singolo filo, con tagliente leggermente curvo e dorso dritto. Viene custodito in un fodero normalmente cucito sul retro che lo ricopre per 3/4. Esistono equivalenti simili in Svezia e Norvegia, dove sono denominati rispettivamente brukskniv e tollekniv.

## Storia
I primi coltelli scandinavi risalgono circa al I secolo, dopo l'arrivo di popolazioni germaniche entrate in contatto con le popolazioni autoctone finlandesi. A supporto di queste tesi, è stato anche osservato che il vocabolo "puukko" presenta notevole similitudine con il sassone Pook.
Nel Medioevo cominciarono a svilupparsi le differenze stilistiche nazionali: i coltelli svedesi e i norvegesi sono genericamente un po' più massicci e bisellati più bassi, i puukko sono leggermente più affusolati e bisellati più alti.
Osservando gli esemplari storici è chiaro come la forma del puukko sia rimasta grossomodo invariata nel corso dei secoli, pur sviluppando un gran numero di modelli regionali.
Kauhava, in Ostrobotnia, è classicamente considerata la "capitale dei puukko" causa il gran numero di fabbri e aziende che vi hanno operato e vi operano tuttora.
In tutta la penisola Fennoscandica, il dono di un coltello ad una persona è stato, ed è ancora in una certa misura, un gesto ricco di significati simbolici. I genitori, ad esempio, regalano un coltello al figlio quando questi raggiunge la maggiore età; il coltello va consegnato dalla parte dell'impugnatura in senso di fiducia. Nelle zone rurali è ancora comune che un bambino riceva il primo coltello attorno ai 6-7 anni e gli vengano quindi insegnati i primi rudimenti dell'intaglio.
Intorno al 1850 è nato in Finlandia il Tommi. I puristi finlandesi lo considerano il puukko per antonomasia, nella sua massima espressione stilistica e funzionale. Caratteristiche distintive sono la sezione romboidale della lama, il pomo "crestato" e, secondo alcuni, i colori de fodero.
La sezione romboidale, in realtà molto precedente al Tommi e nata dall'abitudine dei fabbri di forgiare lame anche riciclando lime, permette di avere una lama solida e leggera al tempo stesso, avendo il dorso relativamente sottile e il punto più spesso all'attaccatura dei biselli.
L'acciaio solitamente usato è il cosiddetto silversteel, acciaio con 1,2% di carbonio in composizione e attualmente prodotto da Böhler con la sigla K510 e dalla TyssenKrupp come 115CrV3.
Il puukko fu fedele compagno dei soldati finlandesi durante la guerra d'inverno sia come coltello di utilità sia come arma bianca per il corpo a corpo.
In tempi più recenti, il puukko tradizionale è stato utilizzato come fonte d'ispirazione dal designer Tapio Wirkkala e, nei primi anni 2000, come base per lo sviluppo del coltello d'ordinanza delle truppe finlandesi, il Ranger Puukko, disegnato dal capitano J.P. Peltonen e prodotto dalla Fiskars.

## Caratteristiche

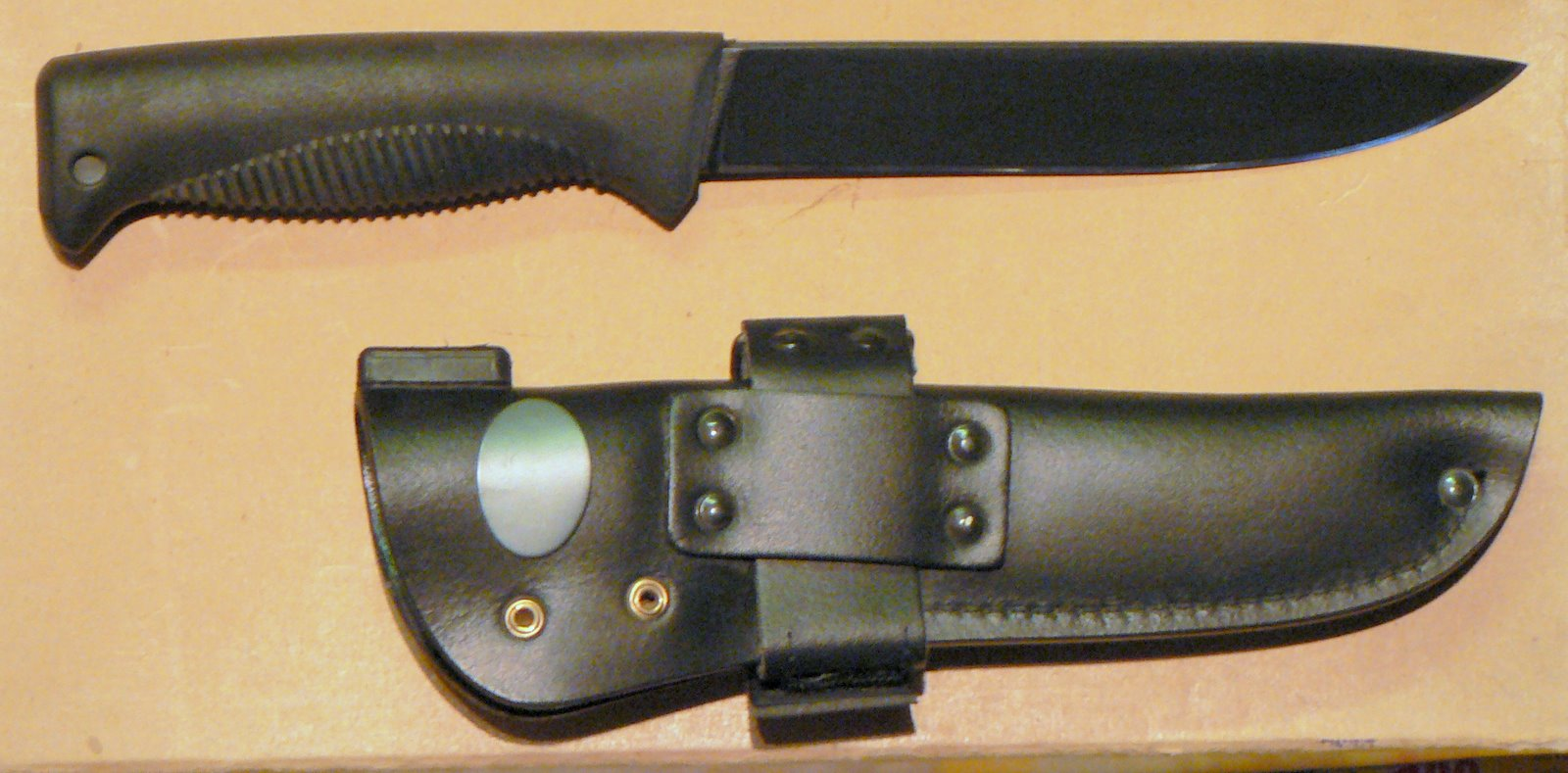
Sissipuukko, in dotazione all'Esercito finlandese.

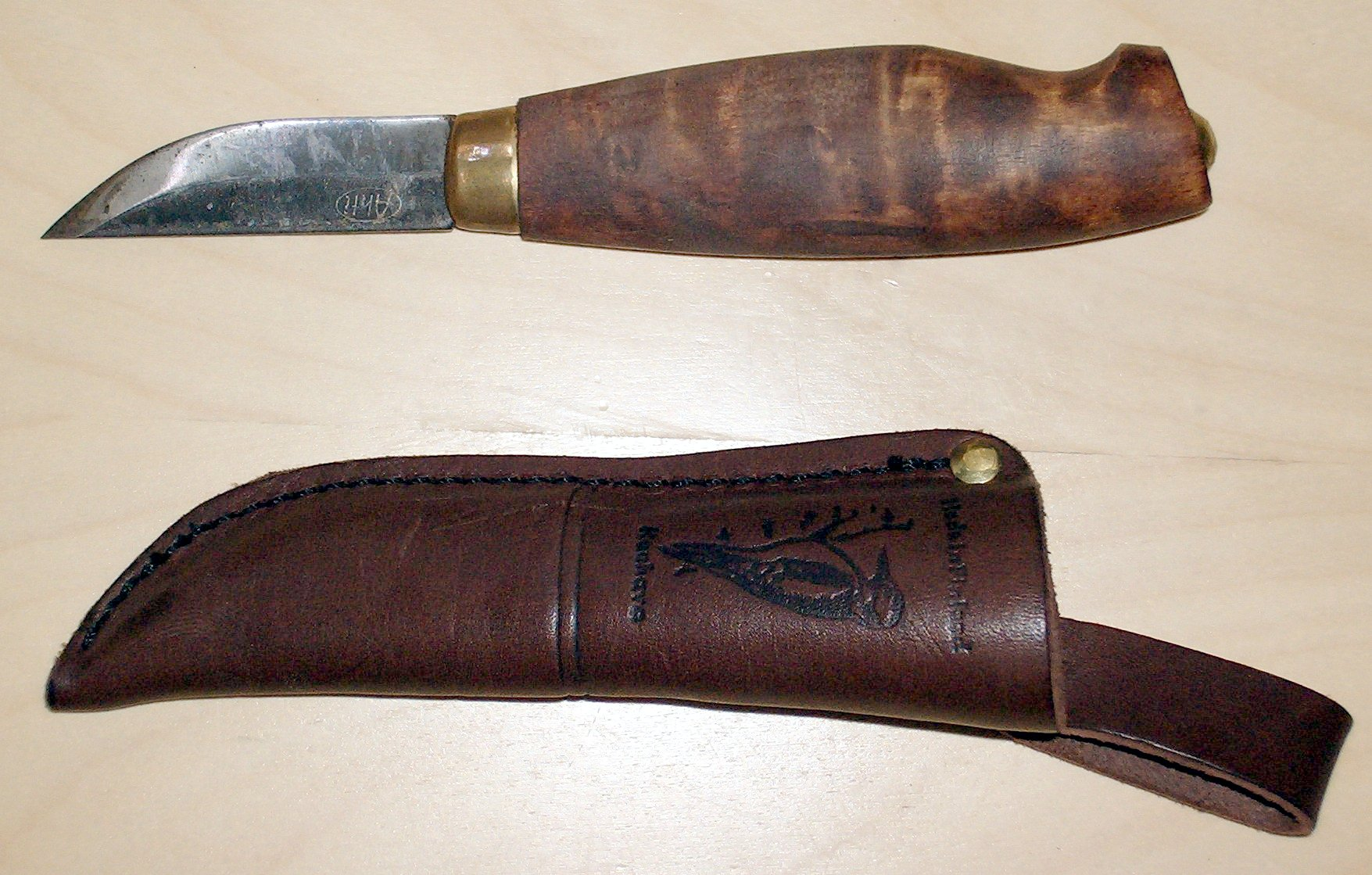
Vuolupuukko finlandese.

Partendo dal presupposto che ogni fabbro tende a dare un tocco personale e che, di conseguenza, non esistono regole ferree, si può comunque dire in linea di massima che:
- la lama, tendenzialmente compresa fra i 50 e 130 mm di lunghezza e tra i 2 e i 6 mm di spessore, è in acciaio al carbonio con tenore di C variabile fra lo 0,6% e l'1,2%. La misura più comunemente utilizzata è circa quella del palmo della mano dell'utilizzatore. A discrezione del costruttore la punta può essere leggermente uncinata o camusa.
Il codolo, a seconda dello stile in costruzione, può essere semplicemente incollato o essere ribattuto o rivettato sul pomo, qualora fosse lungo come l'intero manico.
La bisellatura è tradizionalmente scandinava, ovvero formata dalle due facce piane del tagliente che convergono a formare il filo, senza variazioni nell'angolo tra di loro. Questa bisellatura rende il coltello molto prestante nell'intaglio della legna e facile da affilare, tuttavia rende il filo fragile e inadatto a lavori particolarmente pesanti.
- il manico è solitamente cilindrico, a sezione ovale o "a goccia", bombato e senza guardia, può avere un pomo più o meno marcatamente uncinato in alcune varianti regionali. Nel caso di coltelli utilizzati per sventrare animali o pulire pesce una sorta di guardia può essere intagliata nel manico per prevenire ferite accidentali mano nel caso il manico diventi scivoloso. Quasi sempre costruito in legno anche se sono stati realizzati, soprattutto negli anni '30 e '40, manici in bachelite. Il legno più utilizzato è la betulla, ma non è raro trovare anche manici in salice, a volte in frassino e ginepro. È possibile vedere anche coltelli con manici composti da dischi di corteccia di betulla pressati fra due piastrine di ottone.
- il fodero, in cuoio bovino, è cucito sul retro e ha al suo interno un salvafilo in legno o in plastica per proteggere coltello e portatore. Contiene quasi interamente il coltello, lasciandone scoperto solo il pomo e una piccola parte del manico, così da proteggerlo dalle intemperie e minimizzare il rischio di smarrimento.